# Alice Da Luz
Alice Da Luz est une actrice franco-capverdienne née en 2001 en France.

## Biographie
Née en France en 2001,, Alice Da Luz réside en banlieue parisienne pendant sa jeunesse, à une trentaine de minutes de Paris, et commence le théâtre à huit ans dans une association. Plusieurs expériences, le premier rôle dans une comédie musicale en CM1 et un rôle de fée en anglais pendant un séjour scolaire aux États-Unis, renforcent son intérêt pour le métier d'actrice. Elle intègre en première un cursus art-étude à l'école Diagonale à Paris, où elle obtient un baccalauréat ES avant de se tourner vers des études de droit à l'université Panthéon-Assas.
Alice Da Luz tient le premier rôle féminin du film Twist à Bamako de Robert Guédiguian, tourné au Sénégal alors qu'elle est en terminale et qui sort le 5 janvier 2022. Elle y interprète Lara, une jeune fille qui s'enfuit de son village vers Bamako pour échapper à un mariage forcé,. Ce tournage la pousse à se renseigner davantage sur son pays d'origine, le Cap-Vert,.
En 2021, elle réussit le concours du Conservatoire National Supérieur d'Art Dramatique, dont elle intègre la promotion 2025. Elle joue le rôle de Leyla dans le court métrage Au bord du délire de Maria Claudia Blanco, qui sort en 2022. Elle tourne  en 2022 dans le film Et la fête continue ! de Robert Guédiguian, qui sort en novembre 2023. Fin 2023, elle est annoncée dans la distribution de la série Un prophète, adaptée du film éponyme de Jacques Audiard, dont la sortie est prévue en 2024.
En 2024, elle apparait dans le film Hanami de Denise Fernandes où elle incarne Nia, capverdienenne qui quitte l'île de Fogo en y laissant sa fille.

## Filmographie

### Longs métrages
- 2022 : Twist à Bamako de Robert Guédiguian - Lara
- 2023 : Et la fête continue ! de Robert Guédiguian
- 2024 : Hanami de Denise Fernandes[16]

### Court métrage
- 2021 : Au bord du délire de Maria Claudia Blanco

### Télévision
- 2025 : Carême  de Martin Bourboulon (Apple TV+) : Agathe